# کی ماتئو
کی ماتئو (انگلیسی: Kike Mateo؛ زادهٔ ۳۰ دسامبر ۱۹۷۹) بازیکن فوتبال اهل اسپانیا است.
از باشگاه‌هایی که در آن بازی کرده‌است می‌توان به باشگاه فوتبال هرکولس، باشگاه فوتبال الچه، باشگاه فوتبال ایبار، و باشگاه فوتبال اسپورتینگ خیخون اشاره کرد.